# Knut Hesselbom
Knut Eugén Hesselbom i riksdagen kallad Hesselbom i Åmål, född 14 september 1905 i Åmål, död 11 november 1975 i Åmål, var en svensk elverkschef och socialdemokratisk politiker.
Hesselbom blev ingenjör vid Statens eltekniska fackskola 1941, driftsingenjör vid Åmåls elverk 1942, invald i Åmåls stadsfullmäktige 1935-42 och från 1959 samt ledamot av första kammaren 1946–1958, såsom invald i Älvsborgs läns valkrets. Han var styrelseordförande i Forsane yrkesskola från 1953, styrelseledamot i Institutet för optisk forskning från 1955 och ordförande i skolstyrelsen i Åmål från 1958.
Knut Hesselbom var son till lokförmannen C. H. Hesselbom och Karin Hesselbom, född Grund. Han gifte sig 1934 med Astrid Viktoria Lund (1907–1992), dotter till stenhuggaren K. S. Lund och Viktoria Lund, född Matsson.